# Josef Schulz (Maler)
Josef Schulz (* 27. November 1893 in Salzburg; † 13. August 1973 ebenda) war ein österreichischer Volksschullehrer und Maler.

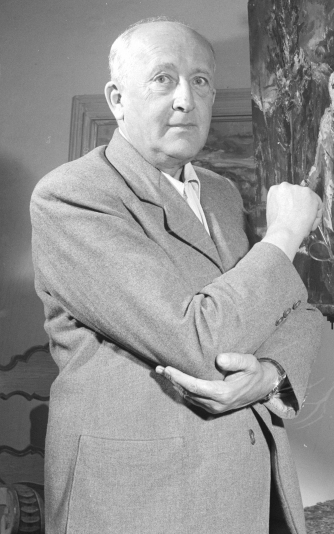
Aufnahme um 1950

## Leben und Wirken
Nach dem Besuch der Lehrerbildungsanstalt Salzburg übersiedelte er nach Wien und war Gasthörer in der Meisterklasse von Othmar Zeiler an der Akademie der bildenden Künste Wien. Wegen der Folgen einer Kriegsverletzung wurde er 1927 als Lehrer pensioniert. 1928 wechselte er in die Meisterklasse von Alois Delug an der Wiener Kunstgewerbeschule und 1930 und 1931 unternahm er Studienreisen nach Paris und Berlin. Ab 1933 gehörte er dem Sonderbund österreichischer Künstler mit Sitz in Salzburg an.
Nach der Beschäftigung mit Zeichnungen wandte er sich der Ölmalerei zu, wobei Anton Faistauer sein Vorbild war. Unter dessen Anleitung arbeitete er an den Fresken im Foyer des Kleinen Festspielhauses in Salzburg mit.
Unter seiner Mitwirkung wurde nach dem Zweiten Weltkrieg der Salzburger Kunstverein wieder aufgebaut, er war Gründungsmitglied der Berufsvereinigung Bildender Künstler Sektion Salzburg und Mitglied der Innviertler Künstlergilde. 1946 wurde er in den Kunstbeirat der Salzburger Landesregierung berufen und 1948 erfolgte die Verleihung der Ehrenmitgliedschaft der Salzburger Kulturvereinigung. Das Unterrichtsministerium ehrte ihn mit dem Kunstförderungspreis. Ab 1950 gehörte er der Kommission zur Verleihung des Österreichischen Staatspreises an. Weitere Würdigungen waren die Verleihung des Titels Professor h.c. und der Goldenen Medaille der Stadt Salzburg. 1968 ehrte ihn das Land Salzburg mit dem Silbernen Verdienstzeichen.
Sein Nachlass befindet sich im Salzburg Museum.

## Ausstellungen
Gemeinsam mit Sergius Pauser stellte er in der Galerie Würthle in Wien aus. Weitere Ausstellungsmöglichkeiten eröffneten sich durch die Mitgliedschaft beim Künstlerhaus Wien, z. B. 1950 die Teilnahme an der Ausstellung Meisterwerke österreichischer Maler des 20. Jahrhunderts.